# Adivinhação no I Ching

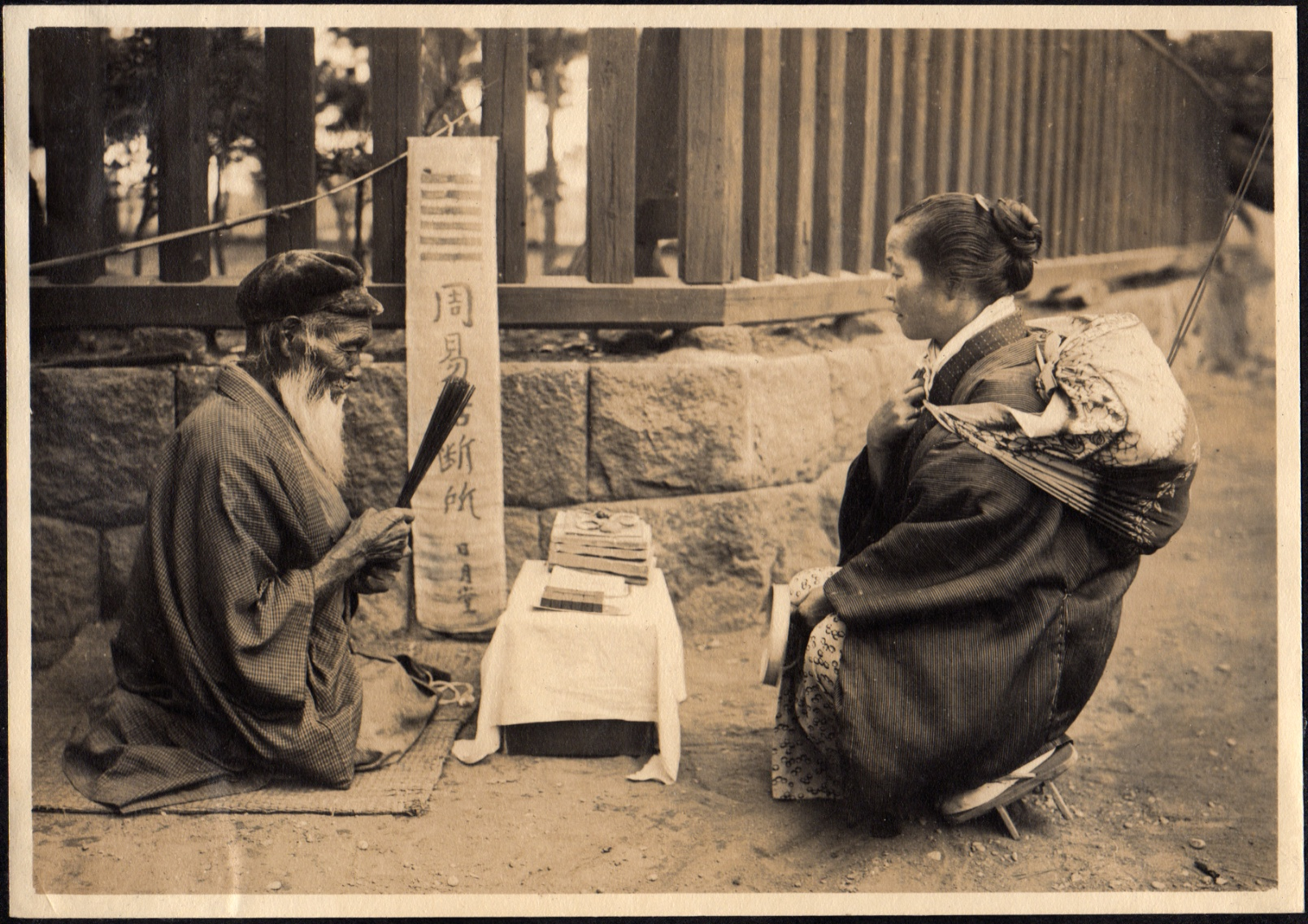
Cartomante de I Ching no Japão, 1914

Entre as muitas formas de adivinhação a cleromancia é método mais usado no I Ching (易經, yì jīng) ou Livro das mutações. O I Ching é composto de sessenta e quatro hexagramas: e comentários: sobre cada um dos símbolos. Cada hexagrama é gerado por seis linhas, cada um dos quais é yin (representado por uma linha quebrada) ou yang (uma linha sólida). Por geração aleatória,criando seis linhas, por um ou outro dos vários métodos e, em seguida, lendo o comentário associado com o resultado do hexagrama, o(s) sentido(s) do(s) comentário(s) é (são) usada(os) como um oráculo.
Algumas escolas de filosofia Chinesa (como a Escola do Yin-Yang, cujos princípios foram amplamente adotadas pelo Taoísmo, apesar de ambos serem em séculos do que I Ching) sustentam que, poderosos e antigos yin vai finalmente virar o jovem yang e vice-versa, portanto, além de linhas a ser considerados de yin ou yang, eles também são ambos jovens (por exemplo, estável) ou velha (por exemplo, alterar); qualquer hexagrama que contém linhas do velho yin ou velho yang (tanto a ser referido como linhas móveis), portanto, também produz um segundo, diferentes hexagrama na qual o movimento linhas do primeiro hexagrama tornam seus opostos (por exemplo, idade yin torna - yang, e o velho yang torna - yin). A pessoa que consulta o oráculo, também estudam tanto o comentário específico para qualquer linha que se move(s) e o comentário associado com o segundo hexagrama formado quando indicado de alterações de linhas de ter sido feita para o primeiro.
Em toda a  região de influência cultural da China (incluindo a Coreia, Japão e Vietnã), os estudiosos têm adicionam comentários e interpretação para este trabalho, uma das mais importantes na cultura ancestral Chinesa; ele também tem atraído o interesse de muitos pensadores do Ocidente. As informações Históricas e filosóficas  bem como uma lista das traduções em português, podem ser encontrada aqui. O texto é de leitura extremamente densa — ele não é desconhecido para os adivinhadores para ignorar o texto, interpretando o oráculo a partir de quadros criados por linhas, bigramas, trigramas e o final hexagrama.

## Métodos
Vários dos métodos de consulta produzir um número (6, 7, 8, ou 9, correspondente ao antigo yin, jovem yang, jovem yin e velho yang, respectivamente) por aplicação de uma forma mais ou menos complexa, de modo que seis passes, através do procedimento são necessárias para gerar um hexagrama (ou dois hexagramas, se o primeiro tem qualquer mudança de linhas). Mais simples (e, às vezes, menos tradicional) procedimentos podem ser usados também.
Vários dos métodos descritos abaixo vigor exatamente um, ou não, mover linhas, enquanto que o tradicional método das varetas de caule de milefólio permite que a partir de zero a seis mover linhas. O método das varetas de caule de milefólio favorece estático linhas de mover linhas na proporção 3:1, e favorece o velho yang para o velho yin na mesma proporção.
O app Consultar o I Ching  orienta através do processo de adivinhação e mapear automaticamente os resultados para a curadoria de interpretações.

### Precursor doI Ching: Rachaduras no casco de tartaruga
Plastromancia ou o oráculo de casco de tartaruga é, provavelmente, o primeiro registro do formulário de vidência. O adivinho poderia aplicar calor em um pedaço de um casco de tartaruga (às vezes com uma peça quente), e interpretar a resultante rachaduras. As rachaduras foram, por vezes, anotada com inscrições, os mais antigos escritos Chineses que foram descobertos. Este oráculo pré-datou as primeiras versões do Zhou Yi (datado de cerca de 1100 A.C.) por centenas de anos.
Uma variante deste método foi a utilização de ossos dos ombros de bois e vacas, uma prática chamada de scapulimancia. Quando a espessura do material, estava para ser quebrada, a parte inferior esculpida com uma faca.

### Varetas de milefólio

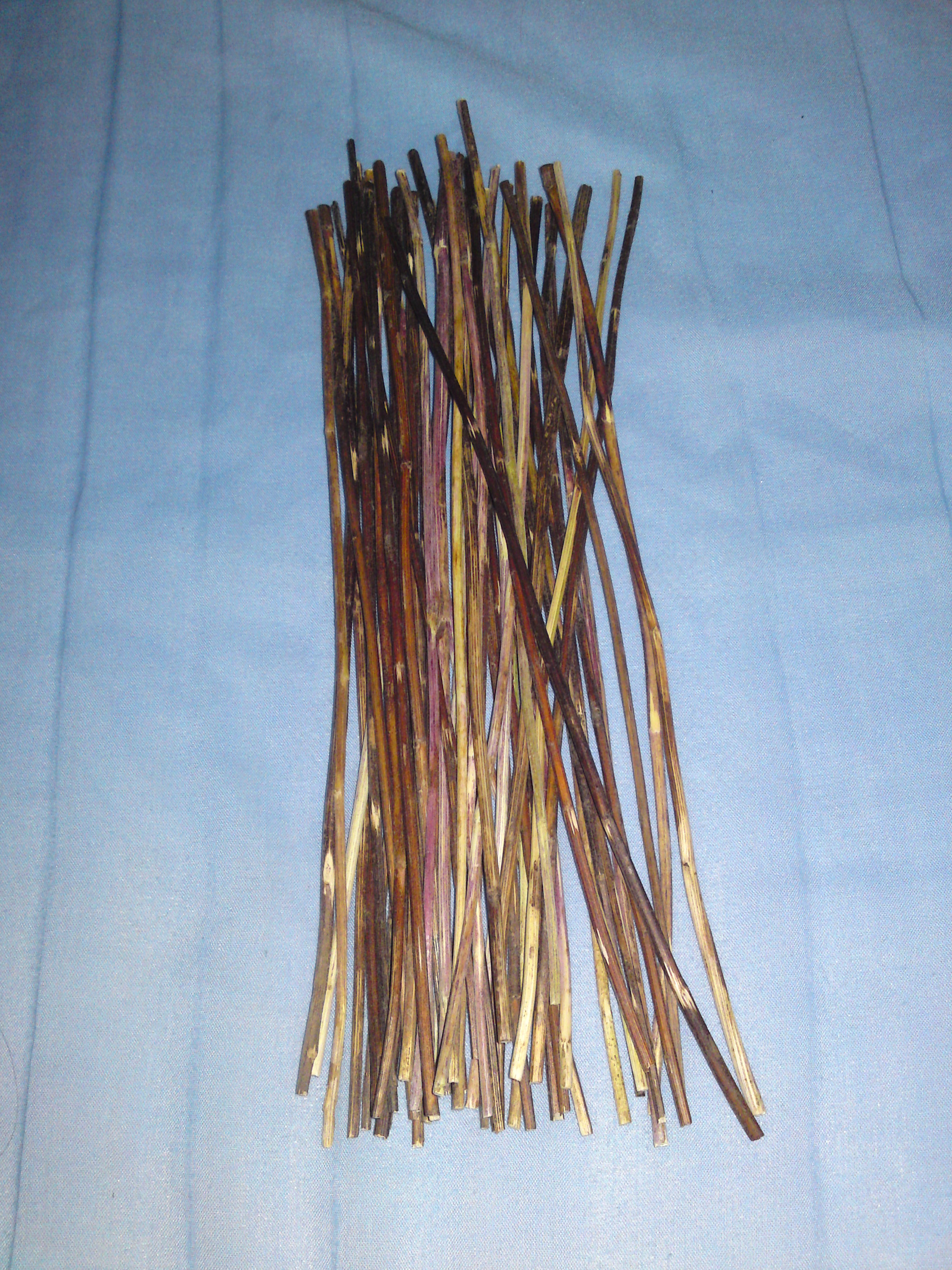
Um punhado com 50 caules de milefólio (Achillea millefolium subsp. millefolium var. millefolium) caules, usado para o I Ching adivinhação.

Os hexagramas podem ser gerados pela manipulação de caules de milefólio. Estes são geralmente feitos do genuíno Achillea millefolium, com os caules cortados e preparados para tais fins, ou qualquer forma de haste de madeira ou palitos (a qualidade que variam desde madeiras baratas e compensados até as de madeiras muito caras, como o sândalo vermelho, etc.) que são simples, envernizadas ou esmaltadas. Quando genuíno Achillea é usado as variedades locais para o adivinho são considerados os melhores, pois eles contêm qi mais perto e mais em sintonia com o adivinho, ou eles podem vir de um ou mais espíritos relevantes, tal como no recinto de um templo de Confúcio. Quando não estiver em uso, eles são mantidos em um pano ou saco de seda/bolsa ou uma caixa de madeira/caixa.
Cinquenta varetas de milefólio são usados, embora uma vareta é posta de lado no início e não será usado na continuidade do processo de consulta. Os restantes quarenta e nove talos são classificados em dois montes, e, em seguida, para cada uma pilha de varetas é inicialmente 'arrumada' em seguida, a pilha é "retirada", em lotes de quatro (por exemplo, grupos de quatro varetas são removidos). Os restos de cada metade são combinados (tradicionalmente colocado entre os dedos de uma mão durante o processo de contagem) e deixadas de lado, com o processo, em seguida, repetido duas vezes (por exemplo, para um total de três vezes). O total de varetas na pilha restante será necessariamente (se o procedimento for seguido corretamente) ser de 9 ou 5 na primeira contagem e 8 ou 4 no segundo. 9 ou 8 é atribuído um valor de 2, 5 ou 4, um valor de 3. O total dos três passes será um dos quatro valores: 6 (2+2+2), 7 (2+2+3), 8 (2+3+3), ou 9 (3+3+3); que a contagem fornece o número da primeira linha.
As quarenta e nove varetas são reunidas e todo o procedimento repetido para gerar cada um dos restantes cinco linhas do hexagrama. (Cada linha gerada sucedendo a linha está escrito acima de seu antecessor, i.é., é a primeira linha na parte inferior da "pilha" de linhas, e o final, a sexta linha é no topo.)
O método das varetas de caule de milefólio  produz uma quantidade desigual de probabilidades para a obtenção de cada um dos quatro totais, como mostrado na tabela.
| Número | Probabilidade de varetas de milefólio | Probabilidade de varetas de milefólio | Probabilidade com método Três moedas | Probabilidade com método Três moedas | YinYang    | Significado      | Símbolo  |
| ------ | ------------------------------------- | ------------------------------------- | ------------------------------------ | ------------------------------------ | ---------- | ---------------- | -------- |
| 6      | 1/16                                  | 8/16                                  | 2/16                                 | 8/16                                 | velho yin  | yin mudança yang | ---x---  |
| 8      | 7/16                                  | 8/16                                  | 6/16                                 | 8/16                                 | jovem yin  | yin imutável     | ---      |
| 9      | 3/16                                  | 8/16                                  | 2/16                                 | 8/16                                 | velho yang | yang mudança yin | ---o--o- |
| 7      | 5/16                                  | 8/16                                  | 6/16                                 | 8/16                                 | jovem yang | yang imutável    | -------- |

Observe que a Yarrow algoritmo é o nome de um determinado algoritmo para a geração de números aleatórios. Enquanto ele é nomeado para o I Ching no método das varetas de caule de milefólio, os detalhes do algoritmo estão relacionadas a ele.

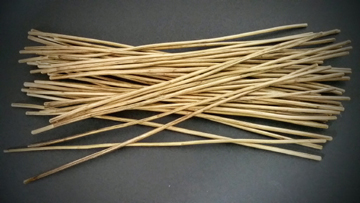
Varetas milefólio preparado para o uso regular

#### Comparação dos métodos com Varetas milefólio e com método das três moedas
Considerando que yarrow talos de produzir quatro diferentes probabilidades para cada uma das quatro linhas de ocorrência, coin-jogando produz pares de probabilidades. A probabilidade de obter um yin ou yang linha é a mesma (p = 8/16 = 1/2) por ambos os métodos, de modo que a probabilidade de obter qualquer hexagrama é o mesmo em cada método. No entanto, as probabilidades de ficar velho, de alterar linhas são diferentes. Embora em ambos os métodos, existe um p = 4/16 = 1/4 chance de conseguir uma mudança de linha, em moeda, método este é igualmente provável de ser velho yin ou velho yang (p = 2/16), enquanto que na yarrow-caule método, é 200% mais probabilidade de ser velho yang do que o velho yin (p = 3/16 comparado com p = 1/16).

### Moedas

#### Método das Três moedas

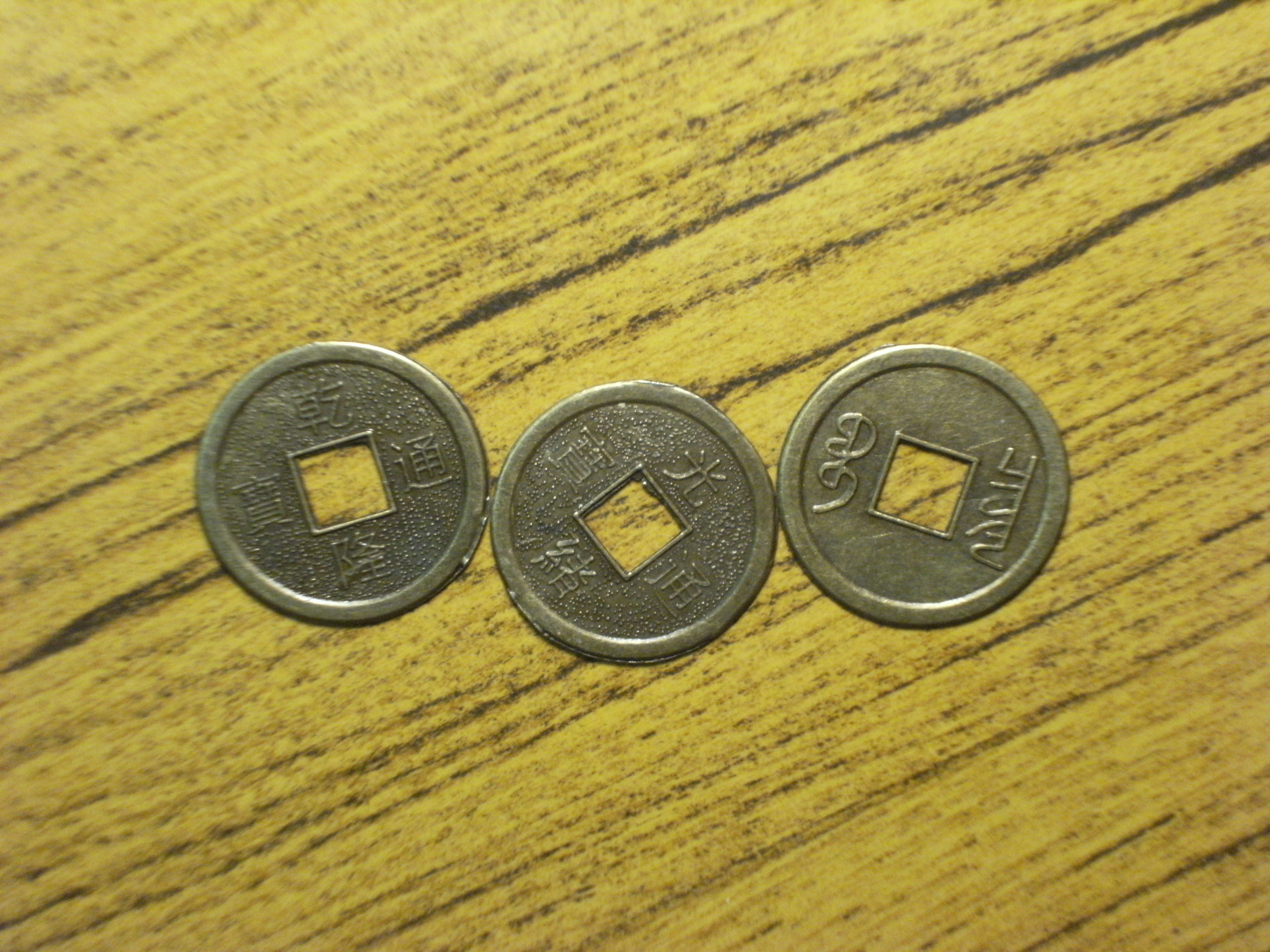
Duas cabeças e uma cauda das originais Moedas de Adivinhação do I-Ching.

Os método das três moedas se tornou corrente há  mais de mil anos depois. A forma mais rápida, mais fácil e mais popular, foi amplamente suplantado as varetas de milefólio, mas produz resultados com diferentes probabilidade. Três moedas jogadas de uma só vez. Cada moeda é dada um valor de 2 ou 3, dependendo se ela é coroa ou cabeças, respectivamente. Seis jogadas fazem o hexagrama.

#### Método Modificado das Três moedas
O método das 3 moedas pode ser modificado para ter a mesma probabilidade do método com Varetas milefólio por ter uma das moedas de ser de uma segunda moeda, ou, de alguma forma, ser marcado como especial. Todas as três moedas jogadas de uma só vez. Os resultados são contados assim como o original de três moedas método com duas exceções especiais. Um para fazer o yang menos propensos a se mover, e uma para fazer yin mais provável para mover.
No caso onde você tem todas elas três caras, jogue novamente as moedas marcadas. Se ele permanece cara, então você tem um 9 (mover yang). Caso contrário, ele é tratado como um 7 (estático yang).
No caso de a moeda especial é coroa e os outros dois são dois caras, que normalmente produzem um 8, jogue mais uma vez a moeda marcada. Se ele permanece coroa, em seguida, tratá-lo como um 6 (movimento yin). Caso contrário, ele continua a ser um 8 (estático yin).
Este método mantém a 50% de chance de yin:yang, mas altera a relação do movimento yang para um estática yang, a partir de 1:4 para 1:7. Da mesma forma que altera a relação do movimento yin estática yin, a partir de 1:4 para 3:5. Que é a mesma probabilidade como o métodos com Varetas milefólio.

#### Duas moedas de método
Alguns puristas afirmam que há um problema com o método das três moedas, porque as suas probabilidades são diferentes do método com Varetas milefólio. Na verdade, ao longo dos séculos, houve mesmo outros métodos utilizados para consultar o oráculo.
O método das duas moeda envolve jogar um par de moedas duas vezes: no primeiro lance, duas caras dar um valor de 2 e outra coisa é 3; no segundo lance, cada moeda é avaliado separadamente, para dar uma soma de 6 a 9, como acima. Isso resulta em uma mesma distribuição de probabilidades como para o método com Varetas milefólio.

#### Quatro moedas
Com coroa atribuído o valor 0 e cara com o valor 1, quatro moedas atiradas ao mesmo tempo pode ser usado para gerar um quatro bits do número binário, o mais à direita da moeda, indicando que o primeiro bit, a próxima moeda indicando o próximo bit, etc. O número 0000 é chamado de velho yin; os próximos três números—0001, 0010, 0011 (os números binários cujos equivalentes decimais são 1, 2, e 3, respectivamente), são chamados de velha yang, com um princípio semelhante aplicadas às restantes doze resultados. Isso dá resultados idênticos do método com Varetas milefólio.
| Moedas  | Binário | Decimal | Linha    |
| T T T T | 0000    | 0       | ---x---  |
| T T T H | 0001    | 1       | ---o--o- |
| T T H T | 0010    | 2       | ---o--o- |
| T T H H | 0011    | 3       | ---o--o- |

| Decimal | Moedas  | Linha   |
| 4       | T H T T | ------- |
| 5       | T H T H | ------- |
| 6       | T H H T | ------- |
| 7       | T H H H | ------- |

| Decimal | Moedas  | Linha   |
| 8       | H T T T | ------- |
| 9       | H T T H | ---     |
| 10      | H T H T | ---     |
| 11      | H T H H | ---     |

| Decimal | Moedas  | Linha |
| 12      | H H T T | ---   |
| 13      | H H T H | ---   |
| 14      | H H H T | ---   |
| 15      | H H H H | ---   |

Os método das duas moedas, descrito acima, pode ser realizada com quatro moedas, simplesmente por ter um par de moedas iguais, do mesmo tamanho ou denominação—, enquanto os outros dois são de um tamanho diferente ou denominação; as moedas maiores, em seguida, pode ser considerado como o primeiro lance, enquanto os dois menores moedas constituem o segundo lance (ou vice-versa).

#### Seis moedas
Seis moedas — cinco moedas idênticas e uma diferente—pode ser jogado de uma vez. A moeda que estiver mais próximo ao fim da mesa fará a primeira linha do hexagrama, e assim por diante, caras para yang, coroas para yin. A moeda distinta é uma linha que se move. Isso tem o duplas falhas que as força que cada hexagrama ser um hexagrama que muda, e ele só permite que exatamente uma linha mude.

#### Oito moedas em Ba Qian
Oito moedas, uma marcado, são atiradas de uma só vez. Eles são apanhados em ordem e colocado em um Bagua diagrama; a moeda marcada repousa sobre o trigrama inferior. O processo é repetido 8x para o trigrama superior. Depois de um terceiro jogada da primeiras seis moedas são colocadas sobre o hexagrama para marcar uma linha que se move. Isto tem a deficiência ou permitir que mais de uma linha móvel considerando que todas as seis linhas poderia estar se movendo em métodos tradicionais.

### Dados
Qualquer dado com um número par de faces também pode ser utilizado da mesma forma, a moeda joga com o mesmo rolagens para as cabeças e ímpar para a cauda. Oito lados morrer (d8) pode ser usado para simular as chances de uma linha, sendo uma antiga linha móvel equivalente ao método com Varetas milefólio. Por exemplo, porque as chances de qualquer yin linha ou qualquer yang linha são iguais no método com Varetas milefólio, há uma em oito chances de qualquer trigrama básico, a mesma chance realizada sob o ba qian método para a ba qian método pode, assim, ser utilizado para determinar o básico hexagrama. O d8, em seguida, pode ser usado por rolando-o uma vez para cada linha para determinar se movendo linhas. Um resultado de 1 em uma linha yin ou 3 em uma linha yang vai fazer com que a linha de uma linha móvel, preservando o resultados do método com Varetas milefólio.
Outro dado método que produz a 1:7:3:5 em proporção do método com Varetas milefólio é adicionar 1d4 + 1d8. Todos os resultados estranhos são levados yang, com o resultado de onze denotando um velho yang. Qualquer mesmo resultados seria considerado yin e ambos os quatros e dez's são tratados como velhos yin.

#### Longa de Dados, a.k.a. Zhǎng Shǎizi
(Veja o artigo: Longa de Dados)
Uma inovação recente no I Ching para a adivinhação—長色子 zhǎng shǎizi, "long dados"—é uma variação mais antigos, dados de laminação a métodos de uso de um conjunto de três feitos especialmente dados. O longos dados método foi criado por um artesão, nos Estados Unidos, para imitar as probabilidades de o tradicional método com Varetas milefólio. O tempo dado a cada quatro faces marcadas com dois ou três pontos, chamados "pips". Dois dos zhǎng shǎizi são idênticos e possuem igual probabilidade de rolar uns 2 ou 3; o final de morrer tem três lados, com três pontos, de um lado, com dois pontos. Os dados são lançados seis vezes para obter as seis linhas de um I Ching, hexagrama.

### Bolinhas de gude ou grânulos (Método de Dezasseis)
Dezesseis bolinhas de gude podes ser usados com quatro cores diferentes. Por exemplo:
- 1 bolinha de gude de uma cor (como a azul) que representa velho yin
- 5 bolinhas gude de uma cor (de branco), representando a jovem yang
- 7 bolinhas de gude de uma cor (como o preto), representando a jovem yin
- 3 bolinhas de gude de cores (como vermelho), representando velho yang

As bolinhas de gude são desenhadas com a substituição de seis vezes para determinar a seis linhas. A distribuição dos resultados é a mesma que para o método com Varetas milefólio.
Métodos = pode ser mais simples para comparar as Varetas de Milefólio e o Método dos Dezesseis com probabilidades.
Uma vareta de 9 tem uma probabilidade de 1 / 4 e um 5 de 3/4.
Ambos 4 e 8 têm probabilidade de 1/2.
Se P(cast) <= sqr(1) / 16 então um movimento yin valor 6 1/16 49 - 6 * 4 = 25 (9, 8, 8)
Senão, se  P(cast) <= sqr(2) / 16, então um movimento yang valor 9 3/16 49 - 9 * 4 = 13 (5, 4, 4)
Senão, se P(cast) <= sqr(3) / 16,então um estático yang valor 7 5/16 49 - 7 * 4 = 21 (5, 8, 8), (9, 4, 8), (9, 8, 4)
Senão, se P(cast) <= sqr(4) / 16, então um estático yin valor 8 7/16 49 - 8 * 4 = 17 (5, 4, 8), (5, 8, 4), (9, 4, 4)
Ainda é yin, o Estranho é yang. Extrema está mudando.
Yin e Yang são igualmente prováveis.
Estática é mais provável que a mudança.
O método com Varetas milefólio produz probabilidades "próximas" dependente das divisões iniciais em pilhas diferentes dentro de dois desvios padrão da média. O adivinho deve tentar dividir de forma igual, ou o algoritmo é perdida.
O Método de Dezesseis simplesmente produz os números corretos usando dezesseis instâncias de algum elemento de igual probabilidade, como bolinhas de gude, subdivididos em quatro subconjuntos dos números corretos, i.é., 1, 3, 5, 7. O adivinho apenas seleciona (com substituição) uma bolinha de gude de forma aleatória.

### Os grãos de arroz
Para este método, arroz, grãos ou sementes pequenas são usadas. Seis pequenas pilhas de grãos de arroz são feitas por pegar o arroz entre o dedo e o polegar. O número de grãos em uma pilha determina se é yin ou yang. Isto tem a deficiência de forçar zero e exatamente zero linhas do hexagrama para ser uma linha que se move quando utilizando a introdução tradicional do método com Varetas milefólio não pode de zero a seis mover linhas.

### Ciclos de Calendários e astrologia
Existe a tradição Taoísta de pensamento que explora a numerologia, cosmologia esotérica, a astrologia e feng shui em conexão com o I Ching.
No décimo primeiro século, o filósofo Neo-Confucionismo Shao Yung contribuiu avançados métodos de adivinhação, incluindo a "Flor de Ameixa Yi" Numerologia, uma astrologia horária , que leva em conta o número de pinceladas de uma consulta de caligrafia . [carece de fontes?] Seguindo as associações de Carl Jung chamou entre a astrologia e I Ching com a introdução de sua teoria da sincronicidade, os autores da moderna Yi estudos são muito informado pelo astrológico paradigma. Chu e Sherrill desenvolveram cinco sistemas astrológicos em Uma Antologia do I Ching e na Astrologia do I Ching para uma forma simbólica de astrologia que usa os oito trigramas em conexão com a hora do nascimento para gerar um oráculo de que mais hexagramas e um diário de linha de julgamento são derivados. Outro desenvolvimento moderno incorpora as posições planetárias do horóscopo natal contra o pano de fundo de Shao Yung circular Fu Xi arranjo e o Oeste do zodíaco para fornecer várias hexagramas correspondentes a cada um dos planetas.

### Wen Wang Guamétodo
Este método vai voltar para Jing Fang (78-37 BC). Enquanto um hexagrama é derivado com um dos métodos mais comuns, como moeda ou varetas de milefólio, aqui, a adivinhação não é interpretada na base do clássico I Ching texto. Em vez disso, este sistema se conecta cada um dos seis hexagrama linhas para um dos Doze Ramos Terrestres,e em seguida, a imagem pode ser analisada com o uso dos 5 Elementos (Wu Xing).
Trazendo o calendário Chinês, este método não só tenta determinar o que vai acontecer, mas também quando isso vai acontecer. Como tal, Wen Wang Gua faz uma ponte entre o I Ching e os Quatro Pilares do Destino.

### Métodos de Software
O procedimento ("concreto"/física) dos métodos podem ser simulados em ("abstrato"/conceitual) de software. Isto tem a vantagem teórica de melhorar a aleatoriedade aspectos do I Ching ("não-fazer" no sentido pessoal, aprimorando o "universal" principal), mas a prática desvantagem de não pré-focagem/preparando a mente.
Aqui é um exemplo típico (para o "modificado 3-moeda" método, mas você pode alterar para 3-moedas clássico, se você quiser):
```
#!/usr/bin/python3

#

# iChing_Modified_3_coins.py

#

# veja https://github.com/kwccoin/I-Ching-Modified-3-Coin-Method

#

# Criar (dois) hexagramas do I Ching: o presente > futuro (pode ser o mesmo).

#

# Com "3-moedas método" e "modificada 3-moeda de método" (ver [[:en:|I Ching divination]] (em inglês)).

#

# 3-moedas de Probabilidades:

# velho/alteração/mudança de yin "6 : == x ==" = 1/8

# (jovens/estável/estático) yang "7 : =======" = 3/8

# (jovens/estável/estático) yin "8 : == ==" = 3/8

# velho/alteração/mudança de yang "9 : == o ==" = 1/8

#

# Modificado de 3 moedas de Probabilidades: 

# (apenas 1/8 chance com a moeda especial de cauda e cabeça 2; e 8/9 de jogar mais uma vez)

# velho/alteração/mudança de yin "6 : == x ==" = 1/8 + 1/8*1/2 = 3/16

# (jovens/estável/estático) yang "7 : =======" = 3/8 + 1/8*1/2 = 7/16

# (jovens/estável/estático) yin "8 : == ==" = 3/8 - 1/8*1/2 = 5/16

# velho/alteração/mudança de yang "9 : == o ==" = 1/8 - 1/8*1/2 = 1/16

importar
 
o
 
random

rng
 
=
 
random
.
SystemRandom
()
  
# (auto-)seeded, with os.urandom()

#method = "3 coin"

method
 
=
 
"modified 3 coins"

special_coin
 
=
 
0

def
 
toss
():

    
val
 
=
 
0

    
for
 
flip
 
in
 
range
(
3
):
        
# simular 3 jogadas de moedas

        
val
 
+=
 
rng
.
randint
(
2
,
3
)
  
# tail=2, head=3

        
if
 
flip
 
==
 
0
:

            
special_coin
 
=
 
val

    
if
 
method
 
==
 
"coin"
:

        
return
 
val

    
else
:

        
# method similar to "yallow-stick"

            
if
 
val
 
==
 
9
:

                
if
 
rng
.
randint
(
2
,
3
)
 
==
 
3
:

                    
val
 
=
 
9

                
else
:

                    
value
 
=
 
7

            
if
 
val
 
==
 
8
:

                
if
 
special_coin
 
==
 
2
:

                    
if
 
rng
.
randint
(
2
,
3
)
 
==
 
2
:
 
                        
val
 
=
 
6

                
else
:

                        
val
 
=
 
8

    
return
 
val

 
voltar
 
val

# Vamos construir na parte inferior para a superior

print
(
"Method is "
,
method
,
"
\n
"
)

toss_array
 
=
 
[
0
,
 
0
,
 
0
,
 
0
,
 
0
,
 
0
]

for
 
line
 
in
 
range
(
0
,
6
,
1
):

    
toss_array
[
line
]
 
=
 
toss
()

    
print
(
"line is "
,
line
+
1
,
"; toss is "
,
toss_array
[
line
],
"
\n
"
)

# daí que a impressão inversa

def
 
print_lines_in_reverse
(
toss_array
):

    
for
 
line
 
in
 
range
(
5
,
-
1
,
-
1
):

        
val
 
=
 
toss_array
[
line
]

        
if
   
val
 
==
 
6
:
 
print
(
'6 &nbsp;:  == x == ||   ==   ==  >  -------'
)

        
elif
 
val
 
==
 
7
:
 
print
(
'7 &nbsp;:  ------- ||   -------  >  -------'
)

        
elif
 
val
 
==
 
8
:
 
print
(
'8 &nbsp;:  ==   == ||   ==   ==  >  ==   =='
)

        
elif
 
val
 
==
 
9
:
 
print
(
'9 &nbsp;:  -- o -- ||   -------  >  ==   =='
)

print_lines_in_reverse
(
toss_array
)

print
(
"
\n\n
"
)

```

Com um método modificado de 3 moedas como padrão, isso era evitado na dinastia Sung , pois era um método fácil, disponível e simples, você usa ele, mas perdeu a probabilidade! (Também, o primeiro número deve ser na parte inferior e, portanto, a impressão deve começar de baixo).

## Análise probabilística deI Chingadivinhação
A maioria das análises de probabilidades do método da moeda, método com Varetas milefólio é concordar sobre as probabilidades para cada método. A moeda método varia significativamente do método com Varetas milefólio, em que ambos tem a mesma probabilidade de linhas móveis e para ambas as linhas estáticas, o que não é o caso em no método com Varetas milefólio.

No entanto, o cálculo das freqüências para o método com Varetas milefólio—geralmente acredita-se ser as mesmas que as descritas neste artigo, o método simplificado usando dezesseis objetos—contém mais erros, na opinião de Andrew Kennedy, que é a de, incluindo a seleção de zero , como uma quantidade de mão. O método com Varetas milefólio expressamente requer que os quatro números ser produzido sem uso zero; Kennedy mostra que, ao não permitir que o usuário selecione zero para ambas as mãos, ou uma única haste para a mão direita (essa haste é movido para a esquerda antes de contar até quatro, e assim também deixa um zero no lado direito), o hexagrama frequências alterar significativamente para um diário de usuário do oráculo. Ele modificou o método simplificado de utilização de dezesseis coloridos objetos descritos neste artigo da seguinte forma:
tome 38 objectos, de que
- 8 são de uma cor = mover yang
- 2 são de uma cor diferente = mover yin
- 11 são de uma cor diferente = estática yang
- 17 são de uma cor diferente = estática yin

Essa combinação produz cálculos de Kennedy numa frequências dentro de 0,1%

## Na cultura popular
- Profiler Temporada 1 Episódio 3 "Santa Aliança" De 1996. Um serial killer usa o I Ching e o Hexagrama determina o que e como alguém é escolhido e mortos.
- Na Mad Men season 6 episódio, "Crash",Frank Gleason's de flores filho , filha, Wendy, utiliza três moedas de método para dizer fortunas na sede da recém-empresa resultante da fusão.[10][11][12]
- em "O Homem do Castelo Alto", por Philip K. Dick, vários personagens, consultam o I Ching, em vários pontos, e considerar as respostas dadas. Dick aparentemente usou o I Ching ao escrever seu romance, para ajudá-lo a decidir sobre o sentido da trama.
- Na canção "God" por John Lennon, ele afirma que ele "não acredita no I Ching", entre muitos outros religiosos e fenômenos culturais, que ele afirma não acreditar ou seguir.
- Em Philip Pullman "The Amber Spyglass", Mary Malone usa o I Ching como uma maneira de se comunicar com a Poeira.
- No episódio 700 do Dark Shadows original série de TV, Barnabas Collins e Professor Elliott Stokes descobre um conjunto de I Ching varinhas em uma gaveta em uma situação de abandono seção da mansão Collinwood. Barnabé lança-se em um transe usando os bastões, permitindo que o seu corpo astral viaja de volta para o ano de 1897.